# Toronto Blueshirts

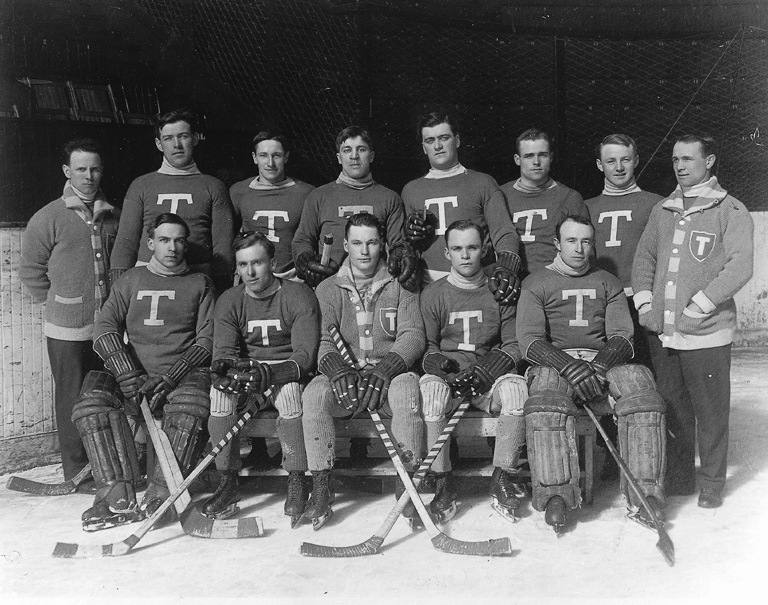
Die Toronto Blueshirts, Stanley Cups 1914

Die Toronto Blueshirts waren eine professionelle Eishockeymannschaft aus Toronto, Ontario. Gegründet wurde das Team, das offiziell Toronto Hockey Club hieß, 1911. Oft wurde bei den Blueshirts auch von den Torontos gesprochen.

## Geschichte
1911 wurde das Team der Toronto Blueshirts gegründet und spielte in der NHA gemeinsam mit den Montreal Canadiens, Montreal Wanderers, Ottawa Senators, Quebec Bulldogs, den vier Teams die später gemeinsam auch die National Hockey League gründeten. Mit den Blueshirts kamen auch die Toronto Tecumsehs als zweites Team in Toronto in die Liga.
Als es sich abzeichnete, dass die Mutual Street Arena in Toronto nicht rechtzeitig für die anstehende Saison fertiggestellt werden konnte, wurden die beiden Mannschaften für die Saison 1911/12 aus der Liga genommen. Die Blushirts bestritten ihr erstes Spiel am 25. Dezember 1912 vor 4.000 Zuschauern.
Das Team hatte einige starke Spieler wie Hap Holmes und Frank Nighbor in seinen Reihen. Bereits in der zweiten Saison des Teams qualifizierte sich das Team durch einen Sieg in den NHA Finals gegen die Montreal Canadiens für die Finalserie um den Stanley Cup und konnte diesen auch gegen die Victoria Aristocrats aus der Pacific Coast Hockey Association (PCHA) gewinnen.
Der Besitzer der Blueshirts, Frank Robinson, ein Unternehmer aus Montreal, ging 1915 zum Militär und ließ das Team führungslos zurück. Edward J. Livingstone, der bereits die Toronto Shamrocks in der NHA besaß, kaufte nun auch die Blueshirts. Zur selben Zeit war man in der NHA bestürzt darüber, dass die NHA versuchte Cyclone Taylor aus Vancouver zurückzuholen. Die PCHA wurde aufgestockt, und das neue Team in Seattle verpflichtete zahlreiche Spieler der Blueshirts, darunter die beiden Topscorer Wilson und Foyston sowie Hap Holmes, den Torwart des Teams. Den Blueshirts blieb nur noch Harry Cameron. Livingstone stockte das Team mit Spielern der Shamrocks auf und wollte die Shamrocks anschließend verkaufen. Nachdem dies misslang, setzte die Mannschaft eine Saison aus.
Livingstone lag mit vielen Besitzern der anderen Teams im Clinch und die Gespräche endeten oft in hitzigem Streit. Besonders als mit dem 228th Battalion wieder eine Mannschaft in Toronto stationiert wurde kochten die Gemüter über. Das 228th Battalion wurde während der Saison in den Krieg gerufen und ließ die Liga mit einer ungeraden Zahl an Teams zurück. Die Besitzer der Mannschaften trafen sich ohne Livingstone und entschieden, durch Suspendierung der Blueshirts wieder auf eine gerade Anzahl an Teams zu kommen.
Im nächsten Jahr wurde die NHA aufgelöst und die NHL neu gegründet. Wieder war Livingstone nicht eingeladen. Man gründete mit den Toronto Arenas ein neues Team. Die meisten Spieler kamen von den Blueshirts. Livingstone wurde aus dem Umfeld gedrängt. Die Fans nahmen diese Veränderung kaum war und das neue Team wurde oft noch als Blueshirts bezeichnet. Nachdem die Arenas in St. Patricks umbenannt worden waren, war die primäre Teamfarbe grün. Zum früheren blau kehrte man erst zurück als aus den St. Patricks die Toronto Maple Leafs wurden.

## Ehemalige Spieler
- Harry Cameron
- Frank Foyston
- Hap Holmes
- Frank Nighbor
- Cully Wilson